# Castell de Girbeta
El castell de Girbeta és una fortificació romànica situada a la part administrativament aragonesa del congost de Mont-rebei dins del municipi de Viacamp i Lliterà, a 671 m d'altitud. Pertany a la comarca aragonesa de la Ribagorça, i és considerada en àmbits acadèmics com a pertanyent a la comarca de la Baixa Ribagorça.

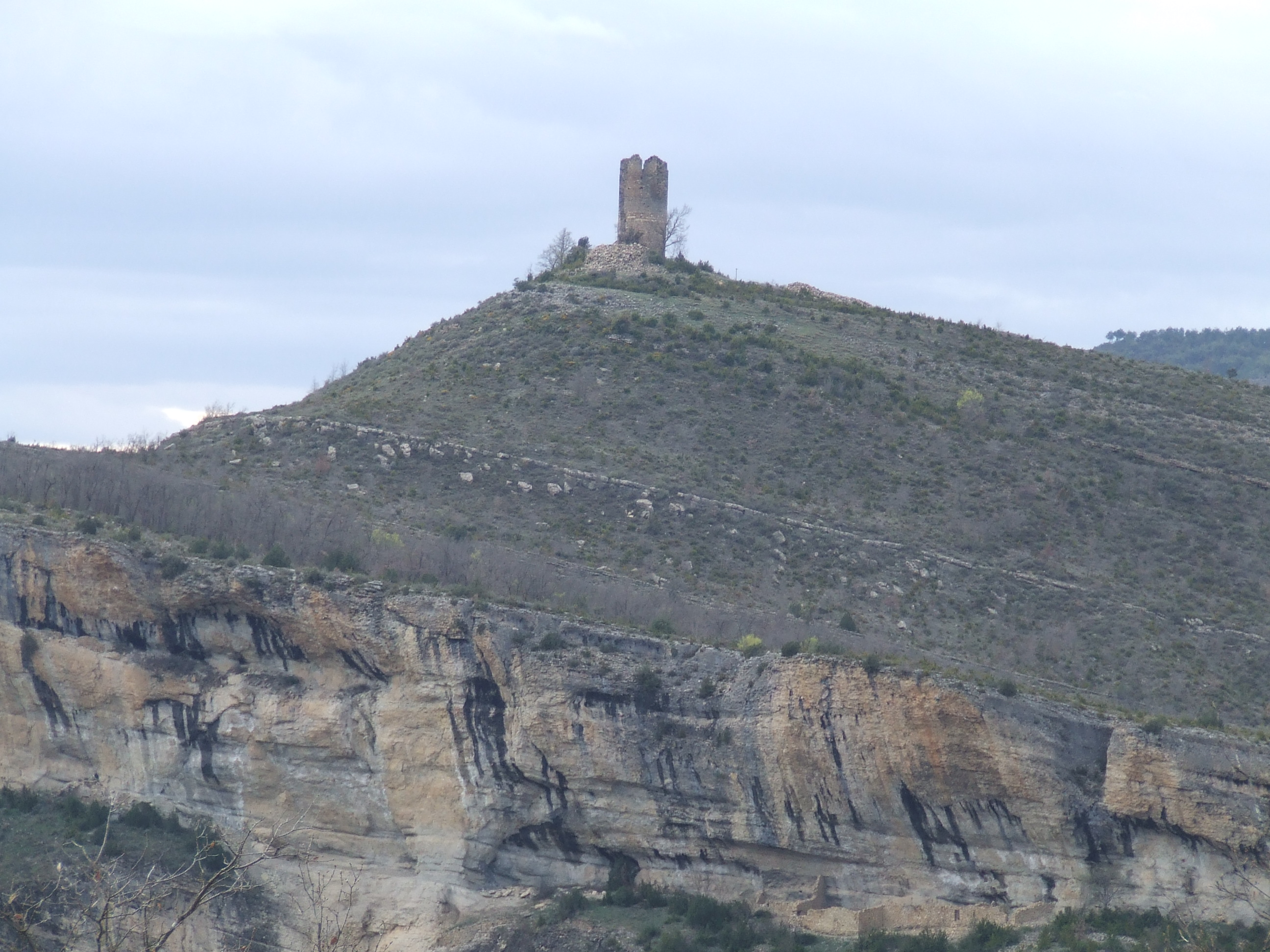
La torre del Castell de Girbeta, des de llevant

La torre corona un turó, vigilant en altre temps dels camins que seguien la ruta del riu Noguera Ribagorçana. És potser la més tardana de la zona, ja que és datada cap al 1070. Potser per això la seva porta d'accés se situa en un pla baix, sobre el massís que hi fa de basament. La seva missió ja no és defensiva, per suportar setges, sinó de vigilància de les noves terres conquerides.
És una torre cilíndrica, edificada sobre base massissa. Manca de recinte circumdant i s'alça 15 m sobre el terreny. Els seus murs assoleixen els 2,15 m de gruix, i el ventall de la porta, dels més amplis, fa 0,95 m El seu estat és preocupant: una gruixuda esquerda recorre el seu mur sud des de la portada cap amunt, i es manté en precari equilibri part de la seva estructura. Juntament amb una altra esquerda al costat oposat divideixen el cilindre en dues meitats.